# يان ريد
يان ريد (بالإنجليزية: Ian Reid)‏ (6 فبراير 1951 بغلاسكو في المملكة المتحدة - ) هو لاعب كرة قدم بريطاني في مركز الهجوم. لعب مع دندي يونايتد وكوين أوف ساوث ونوتينغهام فورست ونادي أردريونيانز وفورفار أثلتيك ‏.